# 후나가타역
후나가타역(일본어: 舟形駅)은 일본 야마가타현 모가미군 후나가타정에 위치한 동일본 여객철도 오우 본선의 철도역이다. 야마가타 선 구간에 포함되어 있으며, 상대식 승강장 2면 2선의 구조를 갖춘 지상역이다.

## 타는 곳
| 1 | ■ 야마가타 선 | (상행) | 무라야마 · 야마가타 방면 |
| 2 | ■ 야마가타 선 | (하행) | 신조 방면                |

## 이용 현황
| 연도   | 1일 평균 |
| ------ | -------- |
| 2000년 | 176      |
| 2001년 | 183      |
| 2002년 | 186      |
| 2003년 | 183      |
| 2004년 | 180      |
| 2005년 | 155      |
| 2006년 | 140      |
| 2007년 | 129      |
| 2008년 | 119      |
| 2009년 | 109      |
| 2010년 | 101      |
| 2011년 | 98       |
| 2012년 | 83       |

## 역 주변
- 후나가타 정청
- 모가미오구니 강
- 국도 제13호선

## 인접 역
| 동일본 여객철도 오우 본선 | 동일본 여객철도 오우 본선 | 동일본 여객철도 오우 본선 |
| ------------------------- | ------------------------- | ------------------------- |
| 아시사와 야마가타 방면    | ■ 야마가타 선             | 신조 신조 방면            |